# Dean Ivor Richards
Dean Ivor Richards (Bradford, 9 giugno 1974 – Leeds, 26 febbraio 2011) è stato un calciatore inglese, di ruolo difensore.

## Carriera

### Giocatore

#### Club

##### Bradford City
Richards nacque a Bradford, dove frequentò la Rhodesway School. Iniziò la sua carriera, da difensore centrale, nel Bradford City. Disputò 86 gare di campionato per i Bantams, arrivando a 102 se si considerano tutte le competizioni.

##### Wolverhampton Wanderers
Richards si trasferì in prestito al Wolverhampton Wanderers a marzo 1995, debuttando il 1º aprile nella vittoria per uno a zero sul Southend United. Il trasferimento diventò velocemente definitivo, con i Wolves che pagarono quasi due milioni di sterline per ingaggiare il difensore, poco dopo aver perso i play-off.
Nella stagione seguente, venne nominato capitano della squadra. A gennaio 1996, rimase coinvolto in un incidente automobilistico che inizialmente sembrò procurargli soltanto problemi alla caviglia, ma in seguito emerse anche il coinvolgimento di ginocchio e schiena. Conseguentemente, saltò molti degli incontri delle due successive stagioni a causa dei problemi fisici persistenti.
Rimase al club fino alla scadenza del suo contratto, data 30 giugno 1999. La sua ultima gara vide il successo del Bradford City, che conquistò la promozione in Premier League al Molineux Stadium e che contemporaneamente estromise il Wolverhampton da un posto per i play-off.

##### Southampton
A luglio 1999, approdò in Premier League per giocare con il Southampton; firmò a parametro zero per la squadra di Dave Jones. Conquistò rapidamente un posto da titolare, a scapito di Ken Monkou. Al termine della stagione, fu nominato "Miglior calciatore dell'anno" da parte dei suoi tifosi.
In tre stagioni con i Saints, collezionò 79 apparizioni in tutte le competizioni e segnò 9 reti, prima di firmare per il Tottenham Hotspur a settembre 2001.

##### Tottenham Hotspur
Al Southampton, impressionò il manager Glenn Hoddle che lo volle con sé anche al Tottenham. Riuscì a convincere il presidente dei Saints Rupert Lowe grazie ad un'offerta di oltre otto milioni di sterline.
Con gli Spurs, Richards non riuscì a mostrare completamente il suo valore a causa dei problemi fisici persistenti. All'epoca, il suo trasferimento risultò essere il più costoso per un calciatore senza presenze in Nazionale.
A marzo 2005 annunciò il ritiro dal calcio giocato per malattia, dopo aver ricevuto "prove che sarebbe stato dannoso per la salute continuare a giocare". Aggiunse che fosse "molto dispiaciuto per questa scelta, ma che fosse l'unica possibile". Soffrì di frequenti capogiri e mal di testa ricorrenti, a causa di un'infezione all'orecchio.

#### Nazionale
Richards giocò 4 incontri per l'Inghilterra under 21, tutte nel Torneo di Tolone 1995. Fu capitano della rappresentativa, che raggiunse la semifinale della competizione, in cui perse con il Brasile under 21.

### Allenatore

#### Bradford City
Il 3 agosto 2007, entrò nello staff tecnico del Bradford City, con un ruolo part-time.

## Morte
Morì il 26 febbraio 2011, all'età di 36 anni, a causa di una lunga malattia.